# Castillo y parque y jardines de Avrilly
El castillo y parque y jardines de Avrilly  (en francés: Parc et jardins du Château d'Avrilly) es un castillo MH y arboreto de 100 hectáreas de extensión, de administración y propiedad privada en Trévol, Francia. Está situado a 8 km al norte de la ciudad de Moulins.

## Historia

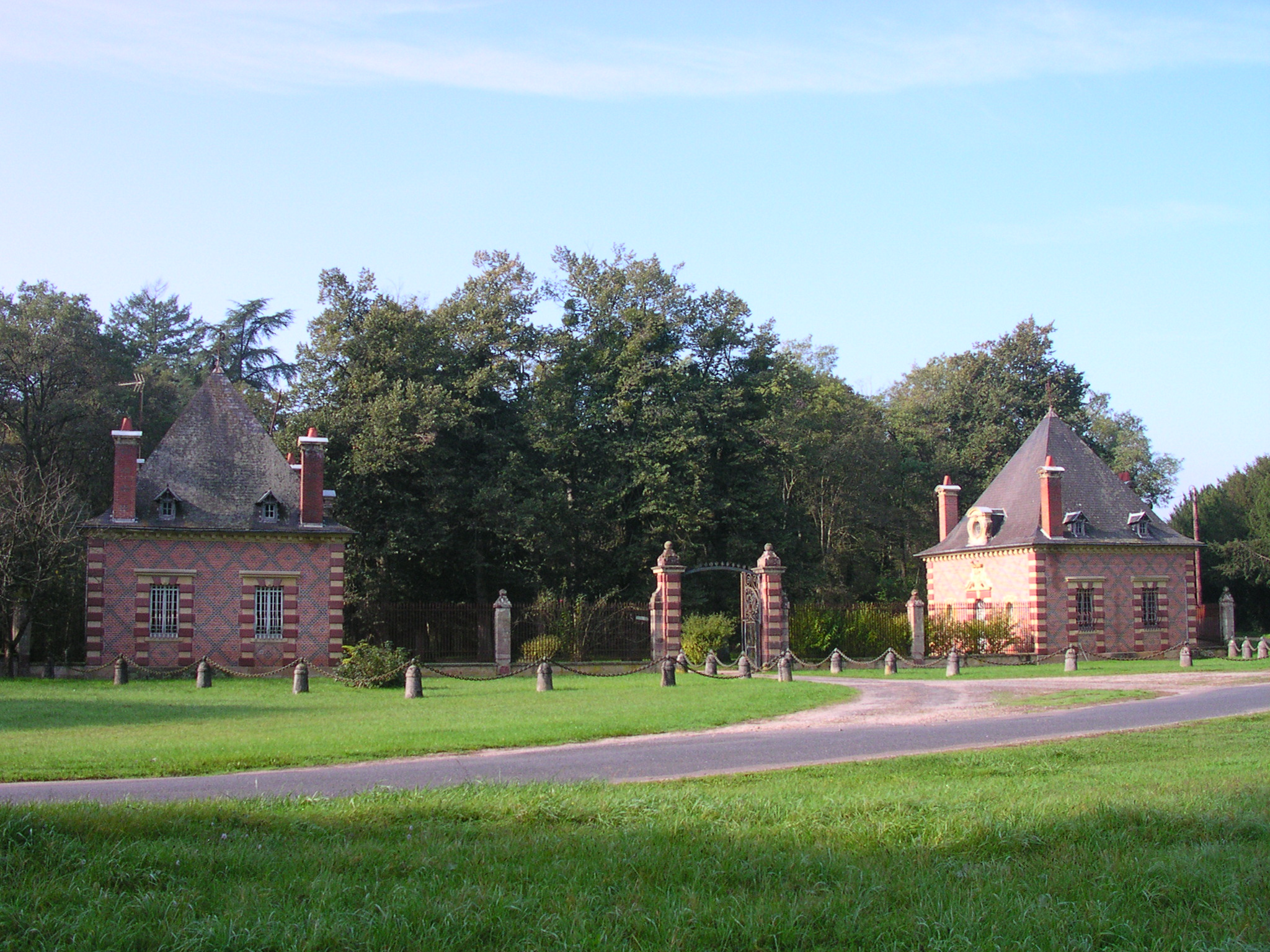
Puerta y verja de entrada al recinto del "Château d'Avrilly" MH.

Guillot Constans, tesorero general de los Bourbonnais recibió en 1436 la autorización del duque de Borbón Charles I para «construir un castillo, casa fortificada y bajo patio interior rodeado de fosos». 
A través del matrimonio de su hija Anne, el dominio de Avrilly pasó a Jean Cordier, consejero y abogado fiscal de Pierre II, duque de Borbón, esposo de Ana de Francia, hija de Luis XI. La fachada Este data de ese momento, fortificada en cada esquina por una torre de vigilancia, rodeada por una torre rematada con un techo muy alto y cubierto con matacanes con dinteles que descansan sobre tres pilares redondeados en cuartos. Cada uno de los dinteles está decorado con arco conopial, característicos del siglo XV. La torre norte, también del siglo XV, tiene dos contrafuertes entre los que se encuentra un puente levadizo. Cada contrafuerte está coronado por un campanario y un nicho para recibir una estatua. A continuación, sigue estando un escudo de armas. La planta baja de esta torre tiene nervaduras arqueadas: una vez que se llega a los pisos superiores por una escalera de caracol. La fachada occidental, demolida en el siglo XIX, fue similar a la de Oriente e incluye un patio interior. 
En 1629, a raíz de las dificultades financieras crónicas de sus sucesivos propietarios (Popillon, Filhol) y de una venta forzada, Avrilly se otorgó a François Garnier, director tesorero de Francia en Moulins y consejero del rey Luis XIII (su hijo, Jean, fue alcalde de Moulins, 1676-1682). Muy rico, emprendió una importante labor en Avrilly donde obtuvo de Ana de Austria el derecho a administrar justicia. Construyó en ese momento el porche en el que se ve su escudo de armas y sus honores, así como los dos pabellones. 
Las pilastras y las cadenas de las esquinas son de piedra almohadillada. El porche-pabellón de dos niveles tiene una bóveda de cañón. 
Incautado en 1688 Avrilly fue otorgado en 1707 a Claude Ligondès, capitán de la flota del rey, y después se vendió al vizconde de Bar antes de trasferirse en 1784 a Antoine de Pontgibaud, en 1800 a Pierre Allier, a continuación en 1803 al conde Etienne des Roys, miembro del Consejo de Estado, al mismo tiempo que Camille de Tournon, y alcalde de Moulins 1805-1816. 
Su hijo se casó con la hija del general Hoche y recibió en el castillo de Avrilly en 1845 a su amigo Adolphe Thiers; se convirtió en un par de Francia bajo Louis-Philippe. 
En 1873 Avrilly se vendió al conde de Tournon, hijo de Camille de Tournon, prefecto de Roma en tiempos de Napoleón, y el padre de la condesa Jean de Chabannes. Desde entonces, Avrilly permaneció en la familia y en la actualidad sigue perteneciendo a la familia de Chabannes la Palice, descendientes actuales.
Un trabajo considerable de reformas se llevó a cabo en los siglos XIX y XX: en 50 años, el castillo duplicó su profundidad; la zona pantanosa en la que se encuentra se transforma en una sucesión de 7 cuencas y estanques en 4 niveles diferentes; el camino de Trévol fue  desviado para permitir la realización de un parque de 100 hectáreas, rodeado de muros de cierre de 5 kilómetros y de 3 kilómetros de verjas, un mirador de una altura de 23 m, pabellones en las 2 entradas y un inmenso común que se construyeron sucesivamente.

## Colecciones vegetales
El jardín de Souvigny está a medio camino entre el jardín a la francesa (por su forma: cuadrada simétrica con la presencia de una fuente de agua) y el jardín a la inglesa (parque con apariencia de bosque, un cuidado sotobosque, estanques ).
Por último, el parque monumental, el visitante puede contemplar todo el jardín, donde el castillo sirve como centro de varios ejes de simetría en los cuales se distribuyen arbolados y parterres. 
De los elementos vegetales son de destacar los árboles maduros, arbustos, plantas vivaces, plantas anuales.
Se representa la obra de  Molière «Les fourberies de Scapin» el 2 de julio de 2015, en la Orangerie d’Avrilly, por la compañía 'Les fous maqués'.